# Kajetanówka
Kajetanówka [pronunciación en polaco: /kajɛtaˈnufka/] es un pueblo ubicado en el distrito administrativo de Gmina Strzyżewice, dentro del Condado de Lublin, Voivodato de Lublin, en Polonia oriental. Se encuentra aproximadamente a 4 kilómetros al norte de Strzyżewice y a 21 kilómetros al suroeste de la capital regional Lublin.